# Dusty Springfield
Mary Isabel Catherine Bernadette O'Brien, OBE (Hampstead, Londres, 16 d'abril de 1939 - Henley-on-Thames, Oxfordshire, Anglaterra, 2 de març de 1999) més coneguda com a Dusty Springfield, va ser una cantant anglesa de pop soul. Va gaudir d'una gran popularitat durant els anys 60, representant el costat més sofisticat del Swinging London. Va ser considerada una icona pel moviment mod. Al començament dels anys 70 es va convertir en un símbol per a la cultura lesbiana després de fer pública la seva bisexualitat. Després d'una etapa de menor rellevància, va recobrar notorietat a la fi dels anys 80 gràcies a les seves col·laboracions amb el duo Pet Shop Boys.

## Carrera artística
El seu pare, admirador de la música clàssica i el jazz, li va transmetre la seva passió per la música, i ja des d'una edat molt primerenca Dusty va començar a mostrar interès pel jazz, el blues i especialment per l'artista nord-americana Peggy Lee, a qui va prendre com a referència per a la seva carrera com a cantant.

### Inicis
Els seus primers passos en la música els iniciaria l'any 1959 quan va formar un grup vocal femení anomenat The Llana Sisters. Després de la seva dissolució en aquest mateix any, crearia un grup de folk anomenat The Springfields al costat del seu germà Dion i de Tim Field, moment després del qual els dos germans canviarien els seus noms artístics pels de Tom Springfield i Dusty Springfield. El grup va obtenir un gran èxit tant al seu país com als EUA amb cançons com "Silver Threads and Golden Needles", "Island of Dreams" o "Bambino".

### L'època daurada
Després de la separació de The Springfields, Dusty inicià carrera en solitari l'any 1963 amb el single "I Only Want To Be With You", cançó amb clares influències dels grups femenins de soul de la Motown o els produïts per Phil Spector. En aquest disc, a més de cantar-hi, Dusty s'hi va involucrar en la producció i els arranjaments, cosa que a partir de llavors seria una constant al llarg de la seva carrera. El senzill va aconseguir un destacat èxit, portant-la a ser la cantant més coneguda al seu país i una referència per a moltes joves britàniques, que n'imitaven el pentinat i el maquillatge.
L'èxit la va seguir acompanyant durant l'any següent amb el seu primer àlbum A Girl Called Dusty i amb senzills com "Wishin' and Hopin", "I Just Don't Know How to do with Myself" o "All Cried Out". En el mateix any va protagonitzar un sonat incident després de negar-se a actuar a Sud-àfrica si no es permetia que al seu concert assistissin persones de raça negra, motivant que marxés del país africà, i en demandés el govern després de les pressions rebudes perquè hi actués.
Dusty va mantenir la seva notorietat durant els anys següents, tot col·locant en els primers llocs de les llistes d'èxits cançons com "You Don't Have to Say You Love Me", que va aconseguir el número u en el Regne Unit i que es va mantenir en el "top ten" durant 13 setmanes seguides. Altres singles emblemàtics d'aquest període van ser "Sunny", "Losing You" o "The Look of Love", cançó composta per Burt Bacharach i Hal David i que va ser el tema principal de la banda sonora de la pel·lícula Casino Royale. També va presentar un programa a la televisió britànica dedicat al soul, The Sound of Motown.
Cap a 1967 Dusty començà a perdre popularitat a causa de l'auge del rock psicodèlic i la cultura hippie, cosa que feu que es plantegés un nou enfocament a la seva música per adequar-se a la nova situació. Així, dos anys més tard gravaria el seu àlbum més emblemàtic, Dusty in Memphis. Amb aquest disc, Dusty no va aconseguir recuperar l'èxit massiu, però va obtenir el reconeixement dels crítics, que el van considerar el seu millor treball, i que sovint figurés a les llistes dels millors àlbums de la història del rock. El tema més conegut del disc, "Son of a Preacher Man", va ser versionat per Aretha Franklin poc després.

### El declivi
A principis dels anys 70 va gravar discos com A Brand New Me, que van ser aclamats per la crítica però no pel públic, i començà una crisi personal que la portaria a una forta addicció a la cocaïna. Malgrat tot això, seguí sent una figura popular i no es lliurà de l'assetjament de la premsa. Proclamà obertament la seva bisexualitat, encara que biografies posteriors han revelat que en realitat era lesbiana.
En aquesta època Dusty es va instal·lar als Estats Units i va mantenir una relació amorosa amb la tenista Billie Jean King. Durant la resta dels anys 70 i la primera meitat dels 80, va seguir gravant alguns discos, encara que sense la qualitat dels millors temps.

### Segona joventut
L'any 1987 va acceptar una invitació dels Pet Shop Boys, un dels grups més populars del moment i que l'admiraven incondicionalment, per a intervenir en la cançó "What Have I Done to Deserve This", inclosa a Actually, el segon disc del duo britànic. La cançó va arribar al segon lloc en les llistes d'èxits britàniques.
La col·laboració entre Dusty i el duo pop va continuar amb l'àlbum Reputation (1990), que Pet Shop Boys van escriure i van produir per a ella; hi era present el so tecno pop característic del duo, i va servir per rellançar la carrera de Dusty.

### Últims anys
L'any 1994 Quentin Tarantino rescataria el clàssic "Son of a Preacher Man" per incloure'l a la banda sonora de la pel·lícula Pulp Fiction, i el mateix any es va editar un documental sobre la seva vida titulat Full Circle.
Un any més tard gravaria el seu últim disc d'estudi, A Very Fine Love, i poc després li va ser diagnosticat un càncer de mama, amb el qual va lluitar fins al dia de la seva mort, el 2 de març de 1999 als 59 anys.
Pocs dies després, entrà de manera pòstuma en el Rock and Roll Hall of Fame en una cerimònia a Nova York. Durant el mateix any, la Reina Isabel II d'Anglaterra li va concedir l'Orde de l'Imperi Britànic.

## Discografia

### Àlbums
- A Girl Called Dusty (1964)
- Stay Awhile/I Only Want To Be With You (1964)
- Dusty (1964)
- Ooooooweeee!!! (1965)
- Ev'rything's Coming Up Dusty (1965)
- You Don't Have to Say You Love Me (1966)
- Where Am I Going? (1967)
- The Look of Love (1967)
- Dusty... Definitely (1968)
- Dusty in Memphis (1969)
- From Dusty With Love (1970)
- A Brand New Me (1970)
- See All Her Faces (1972)
- Cameo (1973)
- Longing (1974
- It Begins Again (1978)
- Living Without Your Love (1979)
- White Heat (1982)
- Reputation (1990)
- A Very Fine Love (1995)
- Faithful (2015, gravat el 1971)
- Longing (inèdit, gravat el 1974)

### Senzills
- I Only Want To Be With You (1963)
- Stay Awhile (1964)
- All Cried Out (1964)
- Wishin' and Hopin" (1964)
- I Just Don't Know What to Do With Myself (1964)
- Live It Up (1964)
- Losing You (1965)
- Your Hurtin' Kind of Love (1965)
- In the Middle of Nowhere (1965)
- Some of Your Lovin' (1965)
- Little By Little (1966)
- You Don't Have To Say You Love Me (1966)
- Goin' Back (1966)
- All I See Is You (1966)
- Give Me Time (1967)
- I'll Try Anything (1967)
- What's It Gonna Be? (1967)
- The Look of Love (1967)
- I Close My Eyes and Count to Ten (1968)
- Breakfast in Bed (1969)
- Don't Forget About Me (1969)
- Son of a Preacher Man (1969)
- Willie & Lauramae Jones (1969)
- The Windmills of Your Mind (1969)
- Am I The Same Girl? (1969)
- How Can I Be Sure? (1970)
- Brand New Me (1970)
- Silly, Silly Fool (1970)
- Morning Please Don't Come (1970)
- Yesterday When I Was Young (1972)
- Who Gets Your Love (1973)
- Learn to Say Goodbye (1973)
- A Love Like Yours (1978)
- That's the Kind of Love I've Got for You (1978)
- I'm Coming Home Again (1979)
- Living Without Your Love (1979)
- Baby Blue (1979)
- Your Love Still Brings Me to My Knees (1979)
- It Goes Like It Goes (1980)
- Private Number (1984)
- Sometimes Like Butterflies (1985)
- What Have I Done to Deserve This? (1987) (amb els Pet Shop Boys)
- Something In Your Eyes (1987)
- I Only Want To Be With You (1988)
- Nothing Has Been Proved (1989)
- In Private (1989)
- Reputation (1990)
- Arrested By You (1990)
- Heart and Soul (1993)
- Goin Back/Son of a Preacher Man (1994)
- Wherever Would I Be? (1995)